# Plator nipponicus
Plator nipponicus là một loài nhện trong họ Trochanteriidae. Loài này phân bố ở Trung Quốc, Korea en Nhật Bản.